# Den mänskliga faktorn
Den mänskliga faktorn (originaltitel: The Human Factor) är en spionroman av Graham Greene utgiven 1978. Samma år gavs den ut i svensk översättning av Aida Törnell. Romanens handling utspelar sig i Sydafrika under apartheid.